# Anxhela Peristeri
Anxhela Peristeri (Korçë, 24 maart 1986) is een Albanese zangeres en model.

## Biografie
Peristeri begon haar muzikale carrière reeds op vijftienjarige leeftijd, door in 2001 deel te nemen aan Festivali i Këngës. Negentien jaar later waagde ze opnieuw haar kans in Albaniës belangrijkste muziekfestival. Met het nummer Karma won ze Festivali i Këngës 2020, en het daarbij behorende ticket voor deelname aan het Eurovisiesongfestival 2021. Ze haalde er de finale, waar ze als 21ste eindigde op 26 deelnemers.
2004: Anjeza Shahini · 
2005: Ledina Çelo · 
2006: Luiz Ejlli · 
2007: Aida & Frederik Ndoci · 
2008: Olta Boka · 
2009: Kejsi Tola · 
2010: Juliana Pasha · 
2011: Aurela Gaçe · 
2012: Rona Nishliu · 
2013: Adrian Lulgjuraj & Bledar Sejko · 
2014: Hersjana Matmuja · 
2015: Elhaida Dani · 
2016: Eneda Tarifa · 
2017: Lindita · 
2018: Eugent Bushpepa · 
2019: Jonida Maliqi · 
2021: Anxhela Peristeri · 
2022: Ronela Hajati · 
2023: Albina & Familja Kelmendi · 
2024: Besa · 
2025: Shkodra Elektronike